# 茨木市立障害者就労支援センター かしの木園
茨木市立障害者就労支援センター かしの木園（いばらきしりつしょうがいしゃしゅうろうしえんセンター かしのきえん）は、大阪府茨木市にある障害者のための授産所。指定管理者は特定非営利活動法人いばらき自立支援センターぽぽんがぽん。2023年4月からはNPO法人 大阪精神障害者就労支援ネットワーク。

## 概要
1982年に「茨木市立かしの木園」としてオープンした。18歳以上でなおかつ、自力通所が可能であることが入所の条件となっている。2013年4月に指定管理者として特定非営利活動法人いばらき自立支援センターが管理業務を担うこととなり、現在の名称となった。

## 所在地
大阪府茨木市春日1丁目15番22号

## 交通アクセス
- JR茨木駅より北へ600m
- 阪急バス「保健医療センター前」下車

## 周辺
- 大阪府立春日丘高等学校
- 茨木警察署